# Aguntum
Aguntum var en romersk bosættelse beliggende i den nuværende østrigske delstat Tyrol omkring 4 km øst for Lienz. Kejser Claudius ophøjede bosættelsen til den autonome by Municipium Claudium Aguntum. Et lille område er i dag udgravet og åbent for offentligheden.

## Historie
Kejser Augustus' stedsønner erobrede i 15 f.Kr. alpelandene, og områderne blev herefter indlemmet i den romerske provins Noricum. Aguntum havde sin blomstringsperiode i det 1. og 2 århundrede e.Kr., og den blev under kejser Claudius ophøjet til Municipium samtidig med Juvavum (Salzburg), Teurnia, Celeia. Dele af byens område strakte sig fra det nuværende østtyrol til Pustertal og dens sidedale. Auguntums indflydelse strakte sig fra Felber Tauern i nord til Kärntner Tor i syd samt fra Mühlbach i Pustertal i vest til Gailtal øst.
Byen ernærende sig ved handel, og de vigtigste handelsvarer var metaller, træ, husdyr, harpiks og ost.
I senantikken blev byen ødelagt flere gange af slaverne og bajuvarerne. I det 5. århundrede blev Aguntum sæde for biskoppen af Lavant.

## Udgravninger
Allerede i det 16. århundrede, mens ruinerne endnu var synlige, har man gjort antikke fund. De første egentlige udgravninger af Aguntum fandt sted i det 18. århundrede og siden begyndelsen af det 20. århundrede har Wiens Universitet og det østrigske arkæologiske institut udført udgravninger. I 1991 indgik delstaten Tyrol en aftale med Universitet i Innsbruck om, at universitet har ansvar for udgravningerne. I dag kan man se ruinerne af bymuren, et atriumhus, et termisk bad og et håndværkerkvarter.
Ved udgravning i 2006 blev murene af en rund bygning frilagt, som man først mente var et teater. Sådanne runde bygværker var almindelige i de afrikanske og asiatiske dele af romerriget, man de har sjældent været fundet i den europæiske del. Bygværkets formål er endnu uklart, men der kan være tale om et kultsted eller et forsamlingssted. Mest sandsynligt er det dog, at der er tale om en markedshal, hvor man har solgt kød og fisk.

## Museum
På grund af faren for oversvømmelser og forvitring fra den nærvedliggende flod Wildbach har man bygget en beskyttende mur i 1999, og i tiden efter udbyggedes området til museum. Siden 2005 har det nye museum været tilgængeligt (til erstatning for det tidligere, der lå direkte ved udgravningen) på den anden siden af den hovedvej, der deler i gravningen i to dele.